# 137P/Shoemaker-Levy
137P/Shoemaker-Levy è una cometa periodica appartenente alla famiglia delle comete gioviane; la cometa è stata scoperta da Carolyn Jean Spellmann Shoemaker, Eugene Shoemaker e David Levy. Al momento della scoperta iniziale, il 17 settembre 1990, fu ritenuto un asteroide e come tale denominato, 1990 UL3. In seguito si è scoperto da immagini riprese il 19 dicembre 1990 che in effetti era una cometa; la sua riscoperta il 19 maggio 1998 ha permesso di numerarla.

## Orbita
Caratteristica peculiare della sua orbita è di avere una piccola MOID col pianeta Giove, di sole 0,0779 UA. Un evento di tale tipo, accaduto nell'agosto 1757, dovrebbe aver immesso la cometa nell'attuale orbita: questa piccola distanza non è mai stata avvicinata nel secolo scorso né sarà raggiunta nel corso dell'attuale secolo, ma quando ciò accadrà nuovamente porterà ad un nuovo notevole cambiamento dell'orbita attuale.